# La Comtesse de Cagliostro
Pour les articles homonymes, voir Cagliostro (homonymie).
La Comtesse de Cagliostro est un roman policier de Maurice Leblanc paru en 1924. C'est un préquel qui raconte les tout premiers jalons de la vie et de l'univers d'Arsène Lupin.
Le roman fut initialement publié en feuilletons quotidiens, du 10 décembre 1923 au 30 janvier 1924, dans les colonnes du Journal.

## Résumé
Âgé de 20 ans, Arsène Lupin, jeune amant de Clarisse d'Étigues, sauve une certaine Joséphine Balsamo que le père et le cousin de Clarisse ont tenté de tuer sur ordre de Beaumagnan. Beaumagnan et ses amis étaient des royalistes engagés. Joséphine Pellegrini-Balsamo était comtesse de Cagliostro, née à Palerme le 29 juillet 1788 d’une liaison de Joseph Balsamo et de Joséphine de la Pagerie.
Âgée de quelque 106 ans mais en paraissant 30, elle serait une espionne, traîtresse, voleuse et meurtrière, qui aurait profité du secret de longue vie et de jeunesse de Cagliostro. Lupin va osciller entre son amour pour Clarisse et son amour-passion pour Joséphine, qui lui inspire de la haine. De plus, il est sur la piste d'un secret déjà recherché par Joséphine et Beaumagnan, et leurs amis.
C’est dans cette histoire que nous apprenons les quatre énigmes gravées sur la monture du miroir magique de Cagliostro que ce personnage n’eut pas le temps de résoudre :
- In robore fortuna [la fortune est au cœur du chêne] : énigme qui est déchiffrée par Dorothée dans le récit de Dorothée, danseuse de corde ;
- La Dalle des rois de Bohème : énigme résolue par Lupin dans le récit de L'Île aux trente cercueils ;
- La Fortune des rois de France : énigme résolue par Lupin dans le récit de L'Aiguille creuse ;
- Le Chandelier à sept branches : énigme qui ne résistera pas non plus à Lupin dans le présent récit, devançant ses adversaires dont la comtesse.

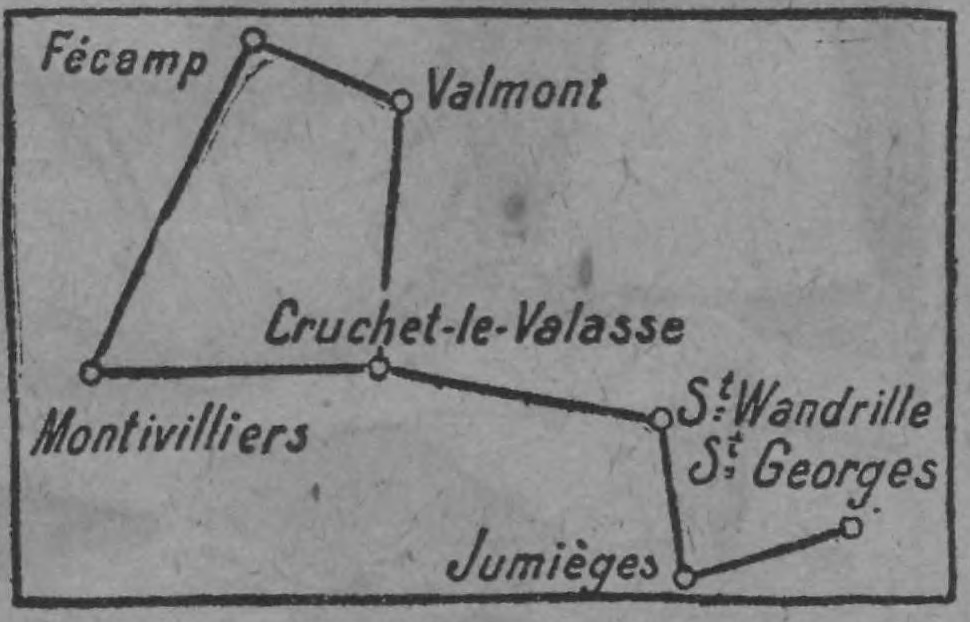
Schéma des 7 abbayes.

Voici le texte que l'on trouve en épigraphe du roman et qui résume parfaitement l'intrigue :

« C'est ici la première aventure d'Arsène Lupin, et sans doute eût-elle été publiée avant les autres s'il ne s'y était maintes fois et résolument opposé. — Non, disait-il. Entre la comtesse de Cagliostro et moi, tout n'est pas réglé. Attendons. L'attente dura plus qu'il ne le prévoyait. Un quart de siècle se passa avant Le Règlement définitif. Et c'est aujourd'hui seulement qu'il est permis de raconter ce que fut l'effroyable duel d'amour qui mit aux prises un enfant de vingt ans et La Fille de Cagliostro. »

Ce roman a pour cadre, entre autres, l'abbaye de Jumièges.